# Pablo Machín
Pablo Machín Díez (Soria, 7 aprile 1975) è un allenatore di calcio ed ex calciatore spagnolo, di ruolo difensore, tecnico dell'Umm-Salal.

## Carriera

### Calciatore
Terzino destro, Pablo Machín ha avuto un breve trascorso da calciatore: nella stagione 1993-1994 ha infatti disputato 5 partite con la maglia del Numancia.

### Allenatore
Fra il 2000 ed il 2011 ha svolto vari incarichi nel Numancia, prima come allenatore delle giovanili, poi come tecnico della squadra B ed infine come collaboratore della prima squadra. Nel 2011 è diventato ufficialmente il tecnico della prima squadra, subentrando a Juan Carlos Unzué.
Nel 2014 è diventato allenatore del Girona. Nella stagione 2016-2017 ha portato il club catalano per la prima volta nella sua storia in Liga, dopo aver concluso al secondo posto il campionato di Segunda División. Nel 2017 ha prolungato il proprio contratto sino al 2019 e nella stagione 2017-2018 ha conseguito una brillante salvezza conducendo i suoi al decimo posto in campionato, a soli sette punti da un piazzamento utile per la qualificazione ad una coppa europea.
Il 28 maggio 2018 si è accordato con il Siviglia, sottoscrivendo un contratto biennale. Dopo aver portato la squadra al primo posto nella Liga a novembre, per buona parte della stagione riesce a mantenersi in una posizione di classifica utile per la qualificazione alla Champions League, ma da gennaio 2019 la squadra accusa un calo che la fa scivolare al sesto posto, oltre a causare l'eliminazione dalla Coppa del Re contro il Barcellona, vittorioso per 6-1 nella sfida di ritorno in casa dopo aver perso per 2-0 l'andata. Il 15 marzo Machín è esonerato all'indomani dell'inopinata sconfitta sul campo dello Slavia Praga nel ritorno degli ottavi di finale di Europa League, che causa l'eliminazione degli andalusi dal torneo.
Il 7 ottobre seguente sostituisce David Gallego sulla panchina dell'Espanyol a tuttavia, l'esperienza sulla panchina catalana dura solamente poco più di un paio di mesi in quanto il 23 dicembre, a seguito della sconfitta in trasferta nello scontro diretto contro il Leganés (2-0), che tra l'altro condanna momentaneamente la squadra all'ultimo posto in classifica, il tecnico castigliano viene esonerato.
Il 5 agosto 2020 diventa il nuovo allenatore del Deportivo Alavés. Viene esonerato il 12 gennaio 2021, con la squadra al sedicesimo posto in classifica.

## Statistiche

### Statistiche da allenatore
Statistiche aggiornate al 20 marzo 2023.
| Stagione            | Squadra         | Campionato      | Campionato | Campionato | Campionato | Campionato | Coppe nazionali | Coppe nazionali | Coppe nazionali | Coppe nazionali | Coppe nazionali | Coppe continentali | Coppe continentali | Coppe continentali | Coppe continentali | Coppe continentali | Altre coppe | Altre coppe | Altre coppe | Altre coppe | Altre coppe | Totale | Totale | Totale | Totale | % Vittorie | Piazzamento      |
| Stagione            | Squadra         | Comp            | G          | V          | N          | P          | Comp            | G               | V               | N               | P               | Comp               | G                  | V                  | N                  | P                  | Comp        | G           | V           | N           | P           | G      | V      | N      | P      | %          | Piazzamento      |
| ------------------- | --------------- | --------------- | ---------- | ---------- | ---------- | ---------- | --------------- | --------------- | --------------- | --------------- | --------------- | ------------------ | ------------------ | ------------------ | ------------------ | ------------------ | ----------- | ----------- | ----------- | ----------- | ----------- | ------ | ------ | ------ | ------ | ---------- | ---------------- |
| 2006-2007           | Numancia B      | TD              | 38+4       | 20+1       | 13+2       | 5+1        | -               | -               | -               | -               | -               | -                  | -                  | -                  | -                  | -                  | -           | -           | -           | -           | -           | 42     | 21     | 15     | 6      | 50,00      | 3º               |
| 2011-2012           | Numancia        | SD              | 42         | 15         | 12         | 15         | CR              | 2               | 0               | 1               | 1               | -                  | -                  | -                  | -                  | -                  | -           | -           | -           | -           | -           | 44     | 15     | 13     | 16     | 34,09      | 10º              |
| 2012-2013           | Numancia        | SD              | 42         | 13         | 16         | 13         | CR              | 1               | 0               | 0               | 1               | -                  | -                  | -                  | -                  | -                  | -           | -           | -           | -           | -           | 43     | 13     | 16     | 14     | 30,23      | 15º              |
| Totale Numancia     | Totale Numancia | Totale Numancia | 84         | 28         | 28         | 28         |                 | 3               | 0               | 1               | 2               |                    | -                  | -                  | -                  | -                  |             | -           | -           | -           | -           | 87     | 28     | 29     | 30     | 32,18      |                  |
| mar.-giu. 2014      | Girona          | SD              | 13         | 6          | 3          | 4          | CR              | 0               | 0               | 0               | 0               | -                  | -                  | -                  | -                  | -                  | -           | -           | -           | -           | -           | 13     | 6      | 3      | 4      | 46,15      | Sub. 15º         |
| 2014-2015           | Girona          | SD              | 42+2       | 24+1       | 10         | 8+1        | CR              | 2               | 0               | 1               | 1               | -                  | -                  | -                  | -                  | -                  | -           | -           | -           | -           | -           | 46     | 25     | 11     | 10     | 54,35      | 3º               |
| 2015-2016           | Girona          | SD              | 42+4       | 17+1       | 15         | 10+3       | CR              | 1               | 0               | 1               | 0               | -                  | -                  | -                  | -                  | -                  | -           | -           | -           | -           | -           | 47     | 18     | 16     | 13     | 38,30      | 4º               |
| 2016-2017           | Girona          | SD              | 42         | 20         | 10         | 12         | CR              | 1               | 0               | 0               | 1               | -                  | -                  | -                  | -                  | -                  | -           | -           | -           | -           | -           | 43     | 20     | 10     | 13     | 46,51      | 2º (prom.)       |
| 2017-2018           | Girona          | PD              | 38         | 14         | 9          | 15         | CR              | 2               | 0               | 1               | 1               | -                  | -                  | -                  | -                  | -                  | -           | -           | -           | -           | -           | 40     | 14     | 10     | 16     | 35,00      | 10º              |
| Totale Girona       | Totale Girona   | Totale Girona   | 183        | 83         | 47         | 53         |                 | 6               | 0               | 3               | 3               |                    | -                  | -                  | -                  | -                  |             | -           | -           | -           | -           | 189    | 83     | 50     | 56     | 43,92      |                  |
| 2018-mar. 2019      | Siviglia        | PD              | 27         | 11         | 7          | 9          | CR              | 6               | 3               | 1               | 2               | UEL                | 16                 | 12                 | 1                  | 3                  | SS          | 1           | 0           | 0           | 1           | 50     | 26     | 9      | 15     | 52,00      | Eson.            |
| ott.-dic. 2019      | Espanyol        | PD              | 10         | 1          | 2          | 7          | CR              | 1               | 1               | 0               | 0               | UEL                | 4                  | 2                  | 1                  | 1                  | -           | -           | -           | -           | -           | 15     | 4      | 3      | 8      | 26,67      | Eson.            |
| lug. 2020           | Qingdao         | CSL             | -          | -          | -          | -          | CdC             | -               | -               | -               | -               | -                  | -                  | -                  | -                  | -                  | -           | -           | -           | -           | -           | 0      | 0      | 0      | 0      | —          | Dim.             |
| 2020-gen. 2021      | Alavés          | PD              | 18         | 4          | 6          | 8          | CR              | 2               | 2               | 0               | 0               |                    |                    |                    |                    |                    |             |             |             |             |             | 20     | 6      | 6      | 8      | 30,00      | Eson.            |
| gen.-giu. 2021      | Al-Ain Saudi    | SPL             | 13         | 2          | 4          | 7          | KCC             | 1               | 0               | 0               | 1               |                    |                    |                    |                    |                    |             |             |             |             |             | 14     | 2      | 4      | 8      | 14,29      | Sub. 16º (retr.) |
| 2021-gen. 2022      | Al-Ra'ed        | SPL             | 18         | 7          | 3          | 8          | KCC             | 1               | 0               | 0               | 1               |                    |                    |                    |                    |                    |             |             |             |             |             | 19     | 7      | 3      | 9      | 36,84      | Eson.            |
| nov. 2022-mar. 2023 | Elche           | PD              | 12         | 2          | 3          | 7          | CR              | 2               | 1               | 0               | 1               |                    |                    |                    |                    |                    |             |             |             |             |             | 14     | 3      | 3      | 8      | 21,43      | Sub., Eson.      |
| Totale carriera     | Totale carriera | Totale carriera | 349        | 144        | 100        | 105        |                 | 16              | 4               | 5               | 7               |                    | 20                 | 14                 | 2                  | 4                  |             | 1           | 0           | 0           | 1           | 386    | 162    | 107    | 117    | 41,97      |                  |

## Palmarès

### Allenatore
- Promozione in Primera División: 1

Girona: 2016-2017